# Euphyia eductata
Euphyia eductata är en fjärilsart som beskrevs av Walker 1862. Euphyia eductata ingår i släktet Euphyia och familjen mätare. Inga underarter finns listade i Catalogue of Life.